# 間ノ岳
間ノ岳（あいのだけ）は赤石山脈（南アルプス）北部にある標高3,190 mの山。飛騨山脈にある奥穂高岳と並んで、日本第3位の高峰である。深田久弥の日本百名山のひとつ。山頂は山梨県と静岡県にまたがる。当山の南北縦走路の約3kmは標高3000mを連続して超えるため「日本一の標高3000mの縦走路」と云われる。

## 概要
南アルプスの最高峰である北岳の南側約3.3 kmに位置し、さらに南の農鳥岳とあわせて白峰三山と呼ばれている。山名の由来は、白峰三山の真ん中の山であるためとされている。だが、農鳥岳は残雪により白い鶏が現われることからそのように呼ばれているが、当山にも雪が消えた地肌が黒い小鳥に見えることから当山が農鳥山であるとの論争があったが、結局、現在の山名で落ち着いている。2014年4月1日に、国土地理院が最新の衛星測位システム（GNSS測量）に基づき標高を改定し、奥穂高岳と並んで日本で3番目の高峰となった。南アルプスでは北岳に次いで第2の標高を誇り、日本百名山、及び山梨百名山に選定されている。山頂の東側には細沢カール（圏谷）がある。
白峰三山を全体としてみると高山植物の豊富な山域で間ノ岳も同様だが、山頂近辺に限っては岩屑帯で、高山植物は少ない。
なお、山頂付近には地すべりによってできたと考えられる線状凹地が発達しており、この地滑りが起こる前は現在より数十メートル程度標高が高かったのではないか、と考えられている。そのため、現在でこそ日本で3番目の高さの山だが、最終氷期には日本最高峰だったのではないか、とも推定されている。その当時、富士山はまだ現在の高さに達しておらず、また2位の北岳との現在の標高差がわずか4m弱しかない為である。
行政区域としては山梨県と静岡県の境に位置しており、山頂の南側は静岡県の最北端となっている。

## 歴史
- 1814年（文化11年） - 「甲斐国志」で山名が掲載された[5][4]。
- 1904年（明治37年） - ウォルター・ウェストンが日本を再訪問し、北岳・鳳凰山及び仙丈ヶ岳とあわせて登頂[8]。
- 1908年（明治41年）7月26日 - 小島烏水らが白峰三山を南側から縦走して登頂[9]。
- 1925年（大正14年）3月22日 - 京都三高山岳部の西堀栄三郎ら4人が積雪期初登頂[9]。
- 1928年（昭和3年）1月4日 - 慶應義塾大学山岳部の国文貫一ら4人が厳冬期初登頂[9]。
- 1964年（昭和39年）6月1日 - 南アルプス国立公園に指定された[10]。
- 2007年（平成19年）9月 - 柱石が破損、転倒していた三角点を復旧[11]。

## 登山

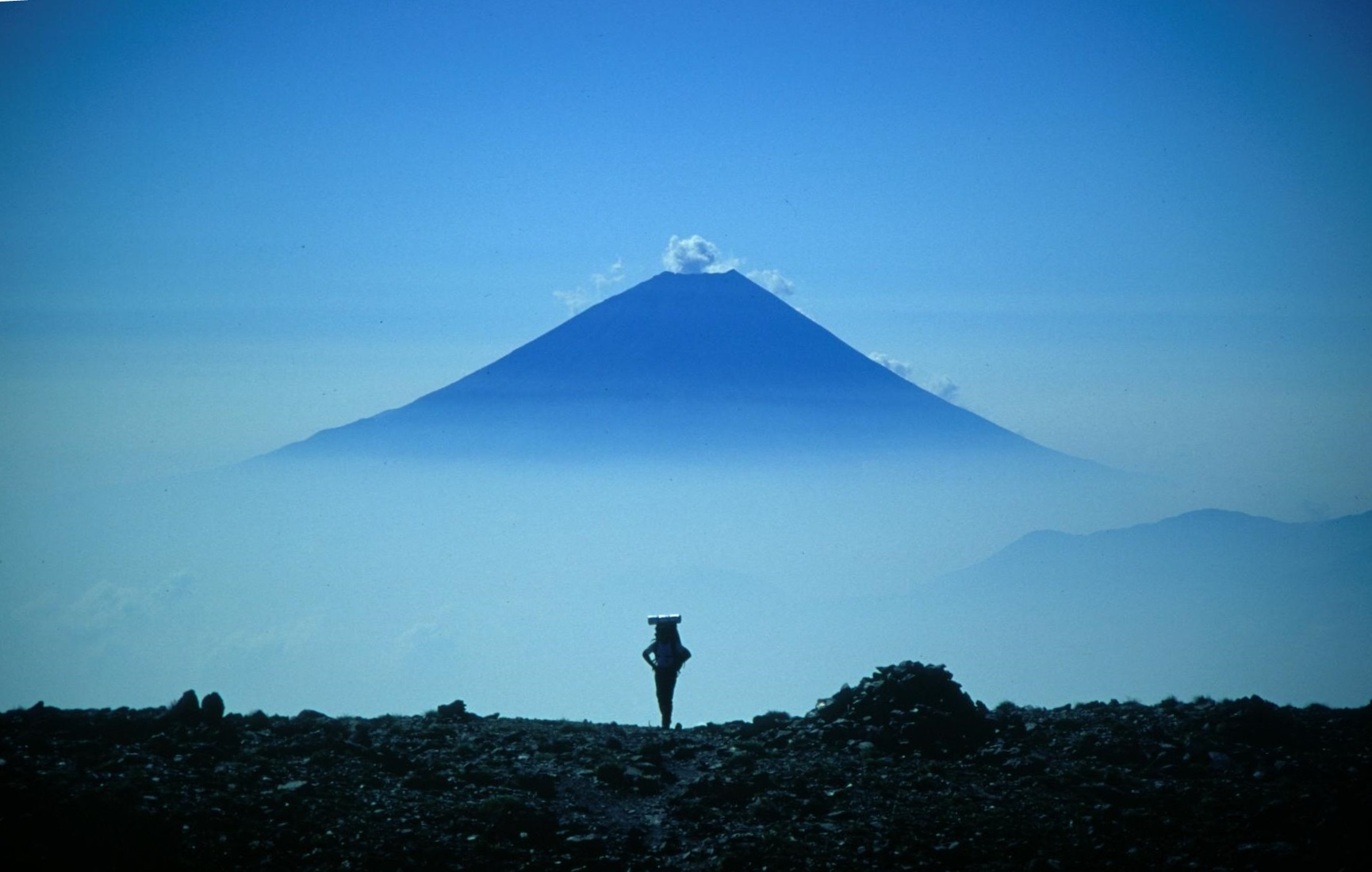
テントを担いで間ノ岳山頂部を歩く登山者、背景は富士山

### 登山ルート
麓から直接山頂に立つ登山道がないため間ノ岳のみを単独で登られることは少なく、白峰三山や南アルプスを縦走する際に登られることが多い。
- 白峰三山縦走ルート - 広河原の北岳方面または、奈良田温泉の農鳥岳からの登山道を利用して白峰三山縦走するルート
- 三峰岳からのルート - 南アルプス縦走時に仙塩尾根の三峰岳から立ち寄る場合がある
- 積雪期のルート - 積雪期には北岳の池山吊尾根[13]、間ノ岳の稜線から東に伸びる尾無尾根又は弘法小屋尾根のルートがとられる場合がある。また細沢圏谷は滑降対象となる。

### 山小屋

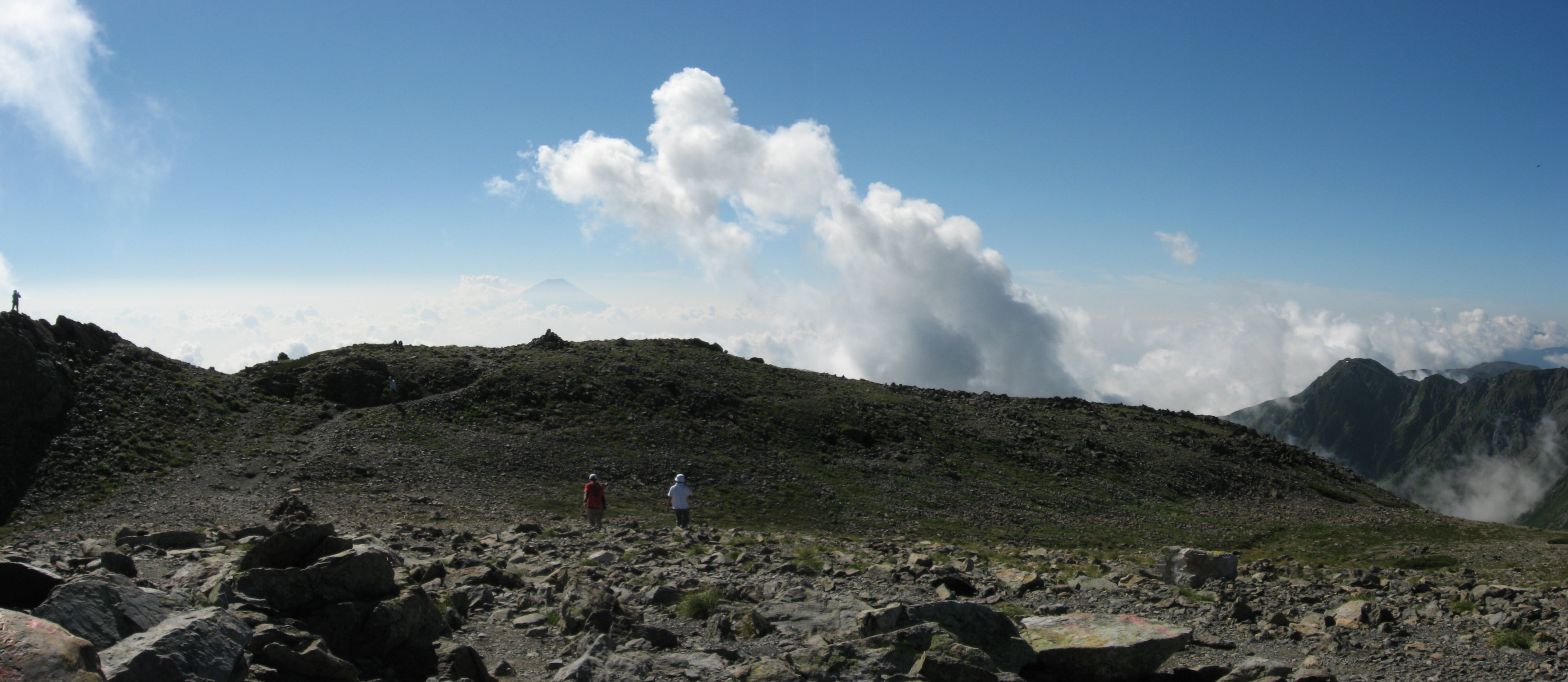
間ノ岳山頂の線状凹地

周辺の白峰三山には、複数の山小屋があり、キャンプ指定地がある。営業期間外は、一部が冬期避難小屋として開放される場合がある。北岳山荘では、南アルプスで唯一の夏山診療所が一部期間のみ開設されている。
| 画像 | 名称     | 所在地                   | 標高 (m) | 収容 人数 | キャンプ 指定地 | 備考       |
| ---- | -------- | ------------------------ | -------- | --------- | --------------- | ---------- |
|      | 農鳥小屋 | 間ノ岳と西農鳥岳との鞍部 | 2,800    | 120人     | 50張            | 水場あり   |
|      | 北岳山荘 | 北岳と中白根山との鞍部   | 2,900    | 150人     | 80張            | 夏山診療所 |

## 地理

### 周辺の主な山

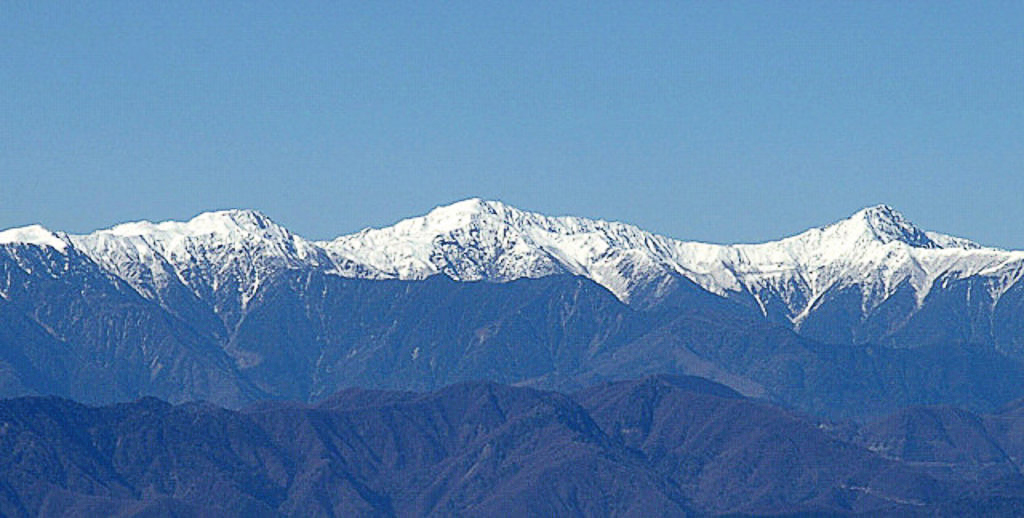
毛無山から望む白峰三山
左から農鳥岳・間ノ岳・北岳

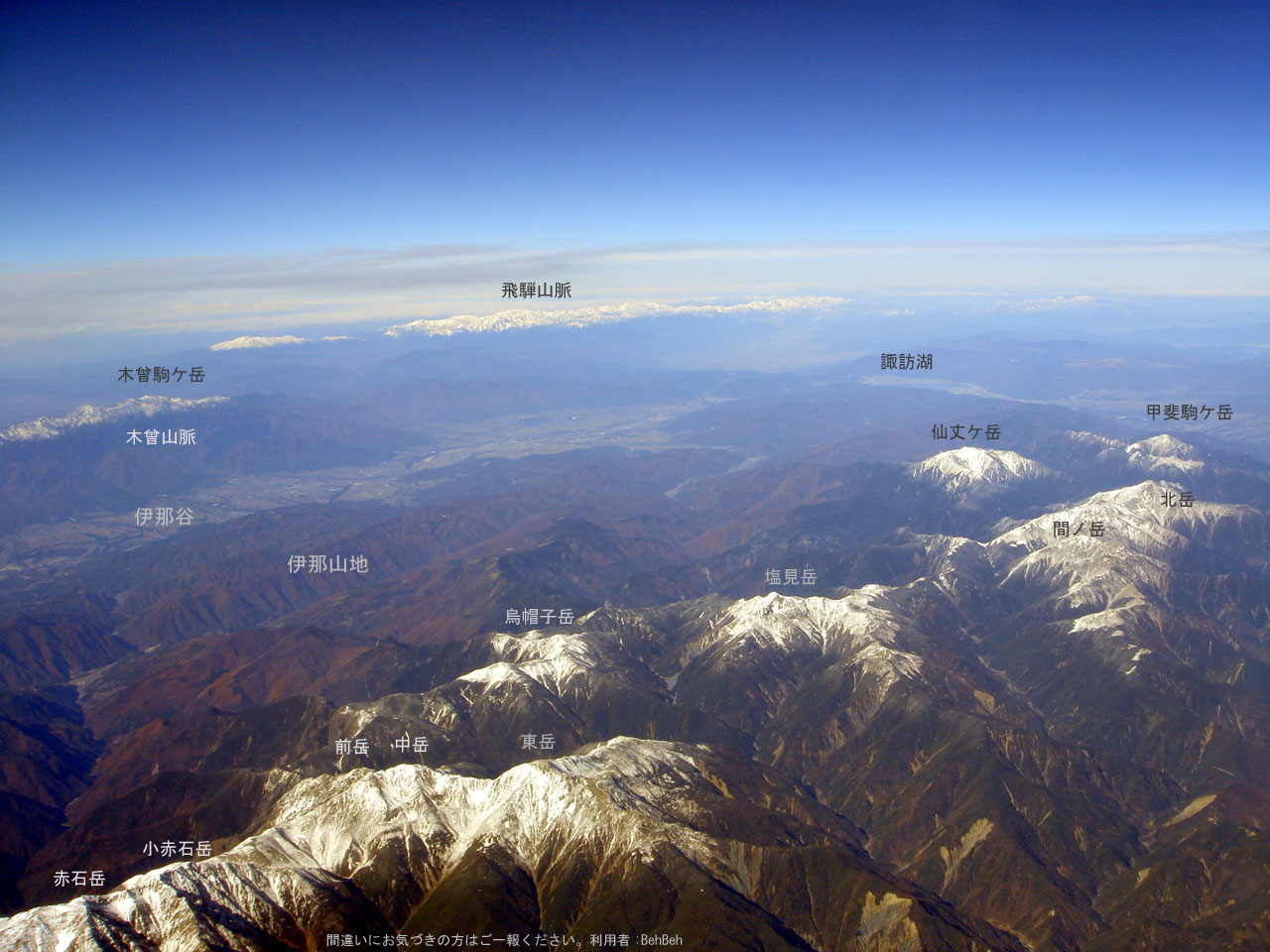
上空から望む周辺の山

南アルプスの主稜線にある三峰岳から東に0.9 kmの位置にある。北側には北岳方面に標高が3,000 mを越える尾根が延び、南方には農鳥岳を経て長く白峰南嶺が延びる。
| 山容 | 山名       | 標高 (m) | 三角点等級 基準点名                | 間ノ岳からの 方角と距離(km) | 備考                    |
| ---- | ---------- | -------- | ---------------------------------- | --------------------------- | ----------------------- |
|      | 甲斐駒ヶ岳 | 2,967    | （一等）「甲駒ケ嶽」 （2,965.58m） | 北 12.5                     | 日本百名山              |
|      | 鳳凰山     | 2,840    | （停止）                           | 北東 9.3                    | 日本百名山 観音岳が主峰 |
|      | 仙丈ヶ岳   | 3,032.56 | 二等 「前岳」                      | 北西 9.2                    | 日本百名山              |
|      | 北岳       | 3,193    | （三等）「白根岳」 （3,192.18m）   | 北 3.3                      | 日本百名山              |
|      | 中白根山   | 3,055    |                                    | 北 1.4                      | （中白峰）              |
|      | 間ノ岳     | 3,189.50 | 三等 「相ノ岳」                    | 0                           | 日本百名山              |
|      | 三峰岳     | 2,999    |                                    | 西 0.9                      | 三国境 長野・山梨・静岡 |
|      | 農鳥岳     | 3,025.90 | 二等 「農鳥山」                    | 南 2.9                      | 日本二百名山            |
|      | 塩見岳     | 3,052    | 二等 「塩見山」                    | 南 9.0                      | 日本百名山              |
|      | 富士山     | 3,776.24 | 二等 「富士山」                    | 南東 55.3                   | 日本百名山              |

### 源流の河川
以下の源流となる河川は、太平洋へ流れる。
- 荒川（早川の支流）
- 大井川東俣（大井川の支流）[15]

## 関連画像

### 間ノ岳の風景

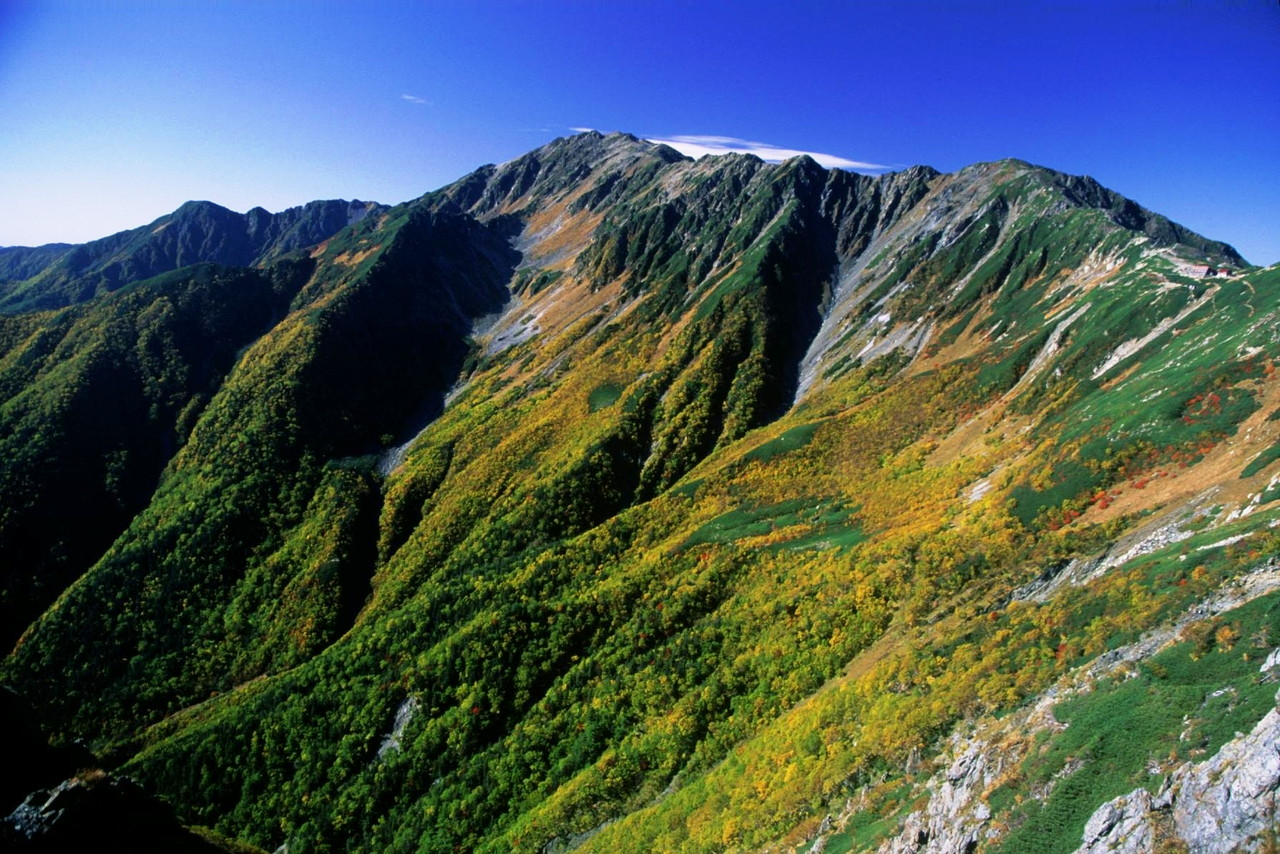
八本歯の頭付近から望む紅葉時の間ノ岳
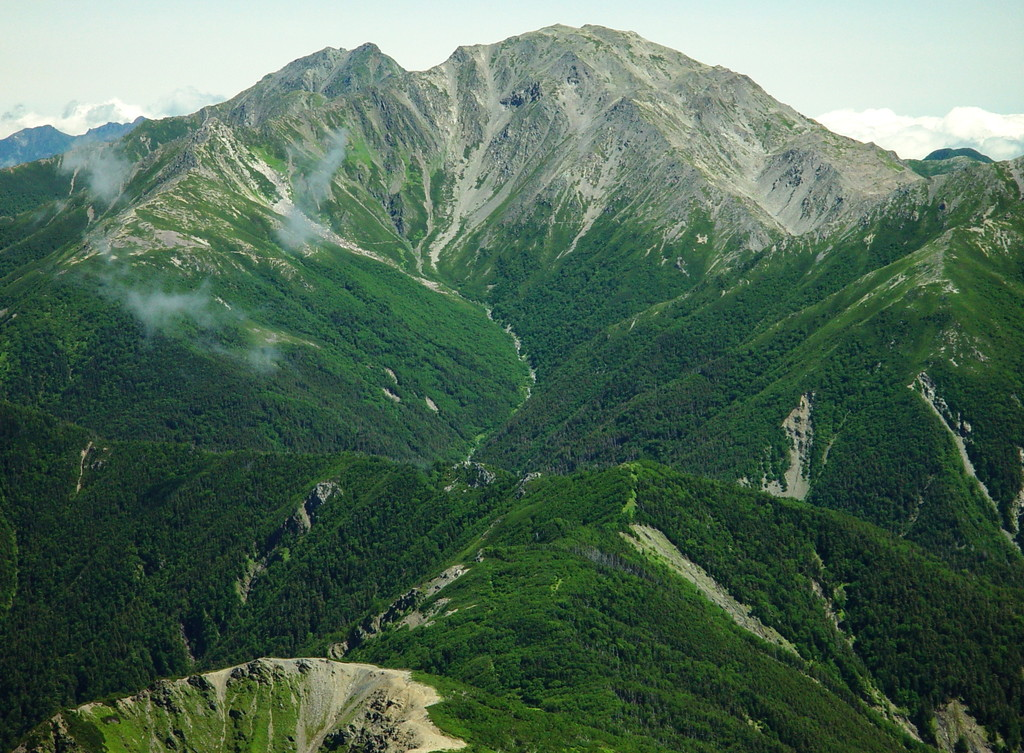
塩見岳から望む間ノ岳
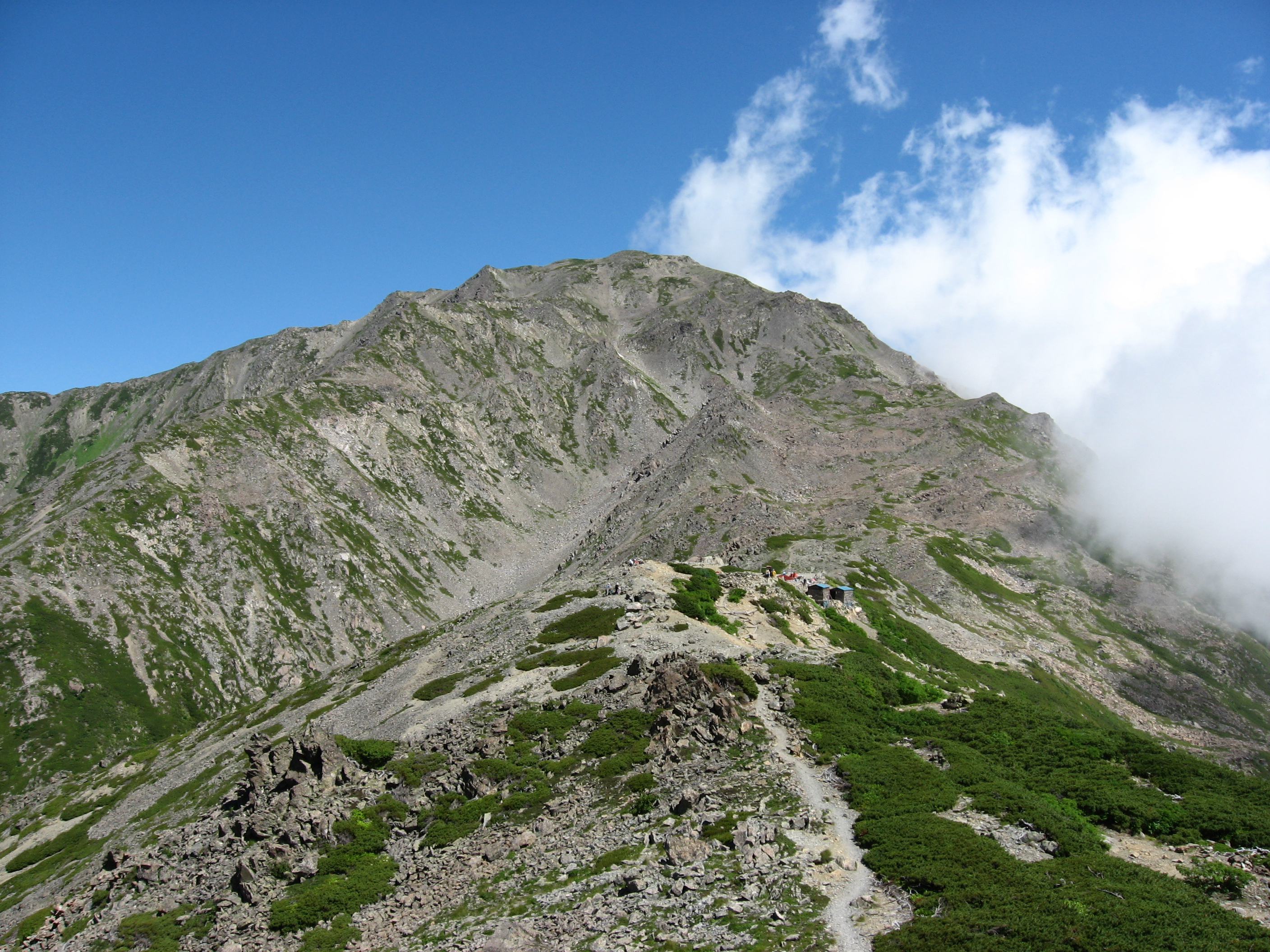
農鳥小屋付近から望む間ノ岳
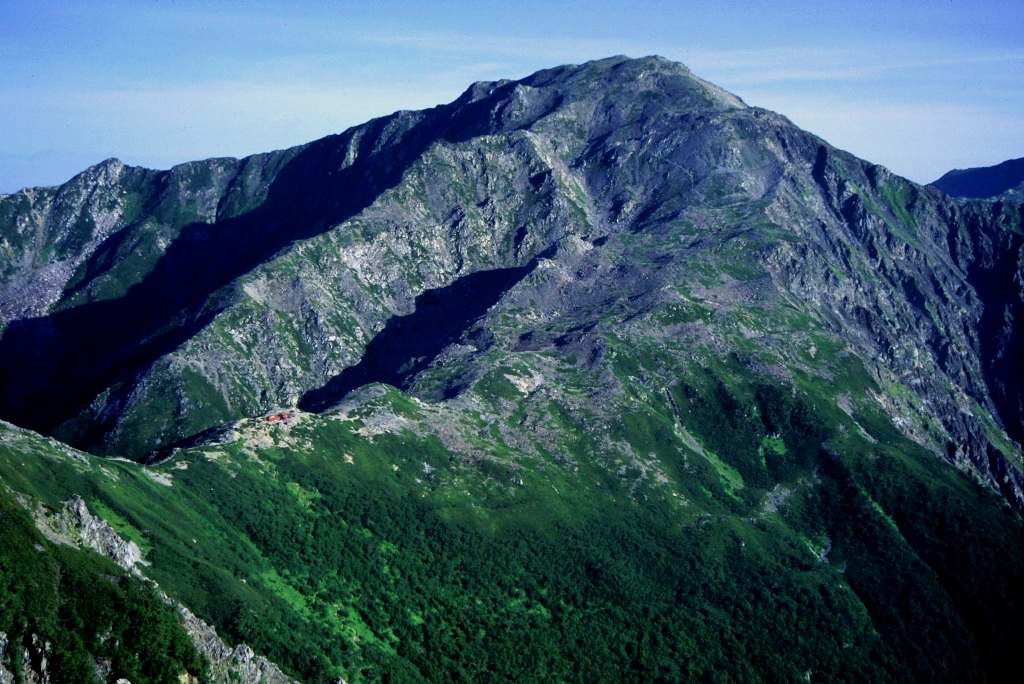
西農鳥岳方面から望む間ノ岳
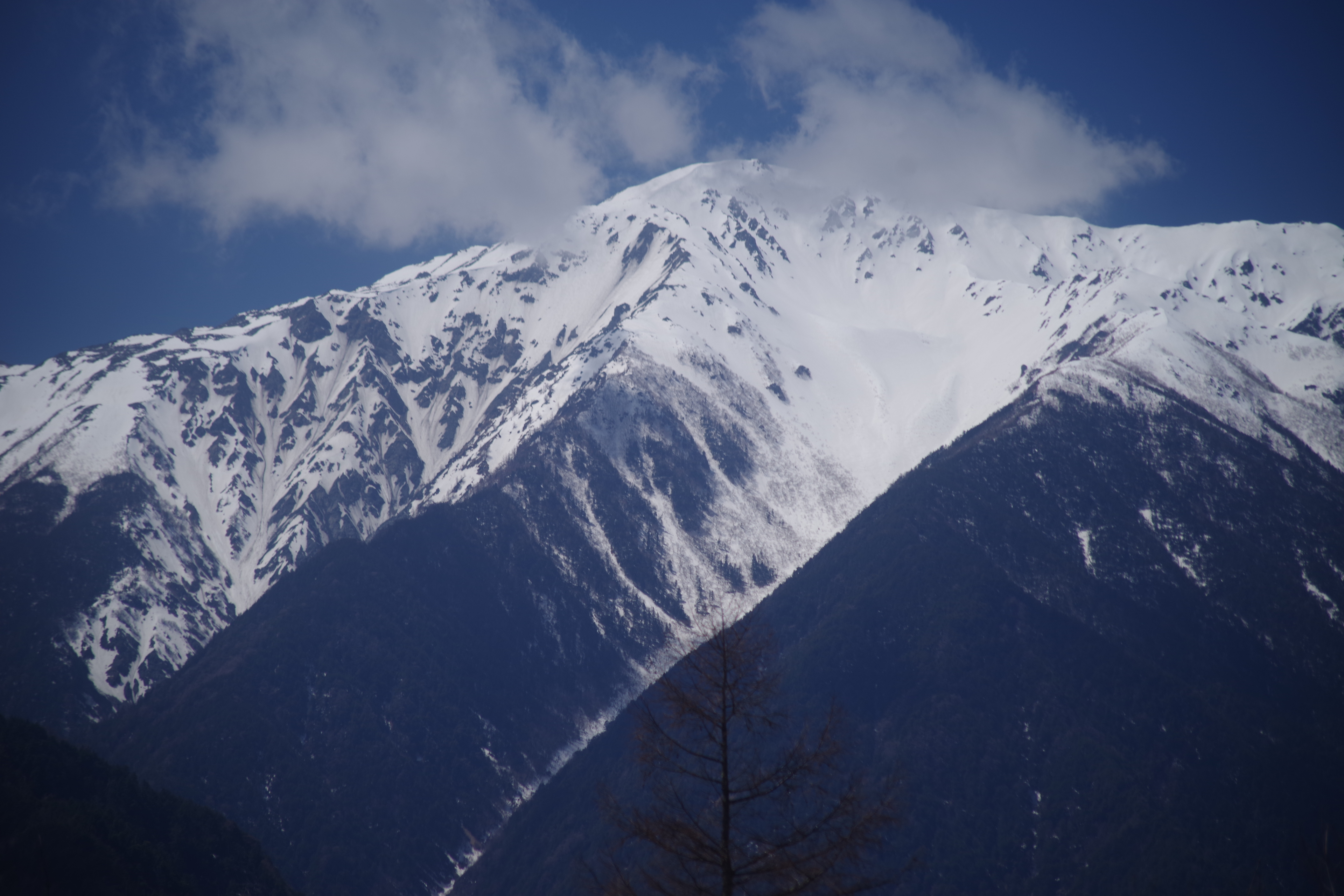
夜叉神峠から見た間ノ岳。4月
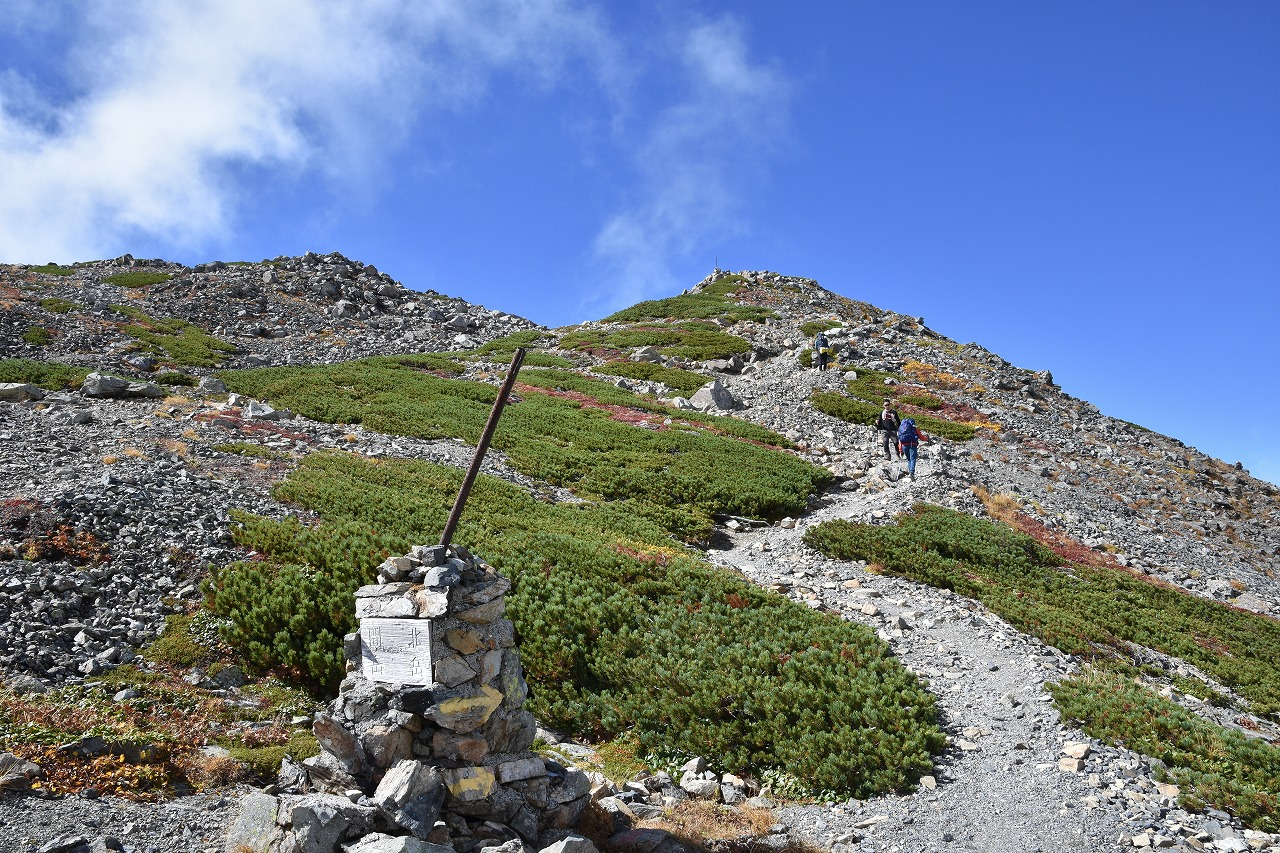
北岳と間ノ岳間の登山道
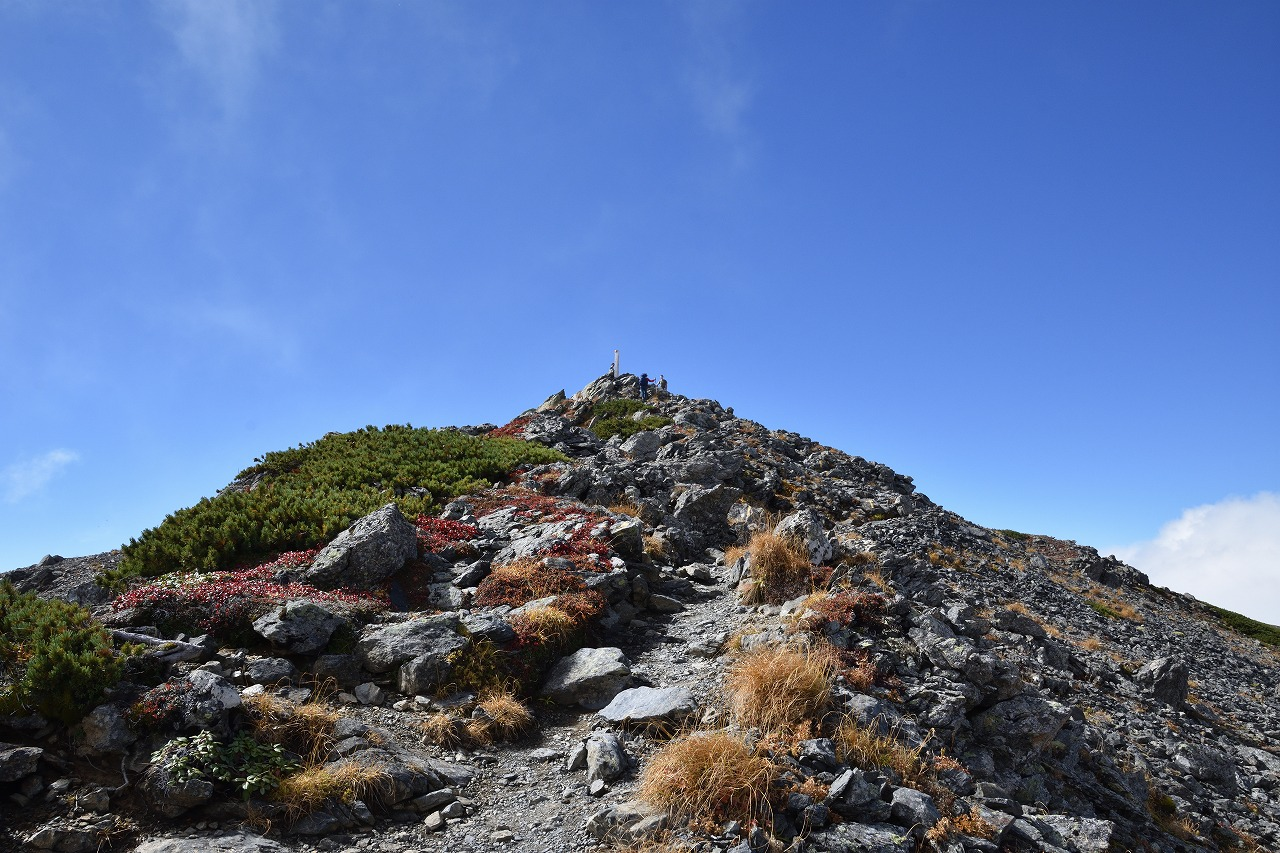
間ノ岳山頂への登山道
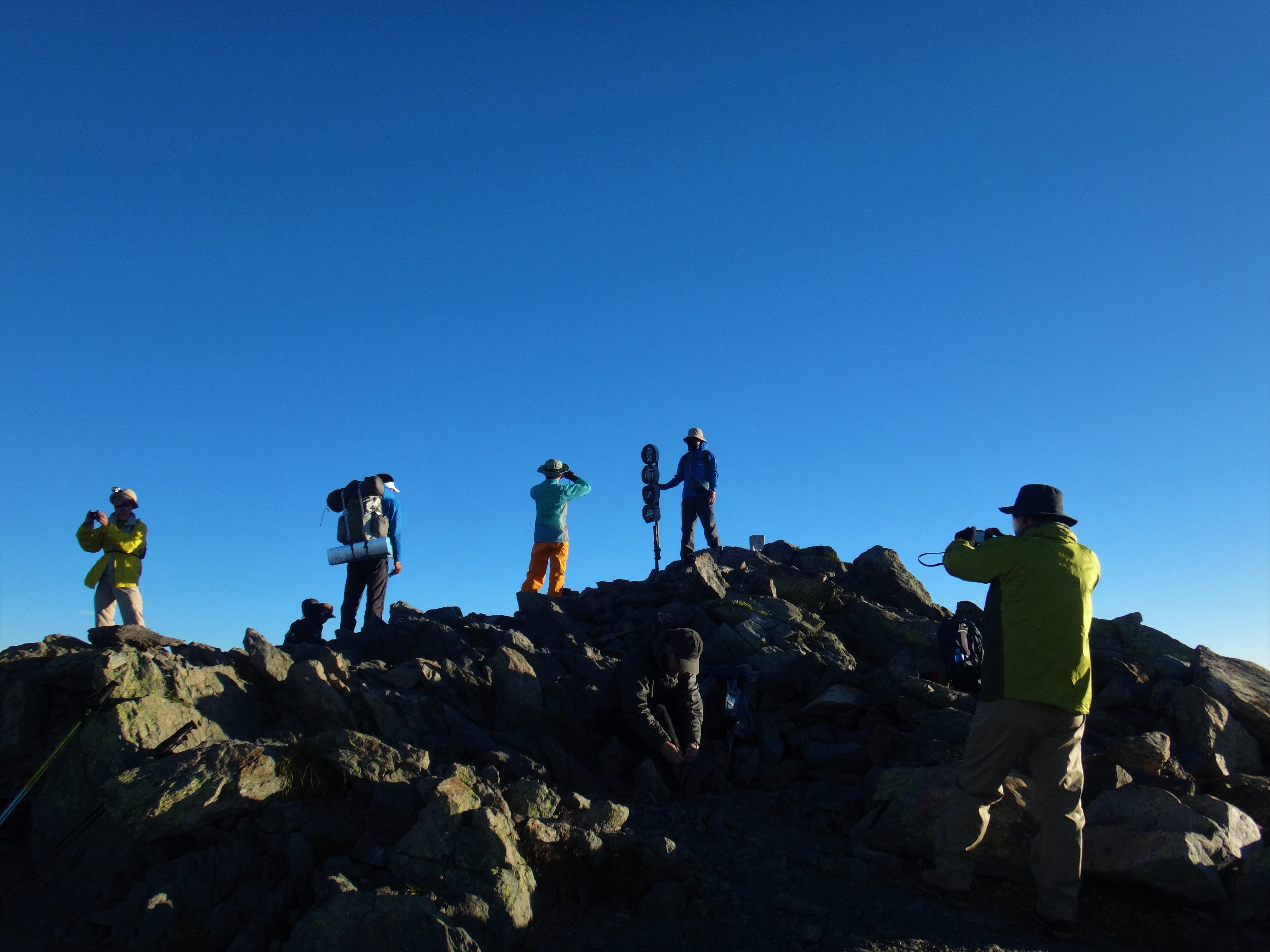
間ノ岳山頂
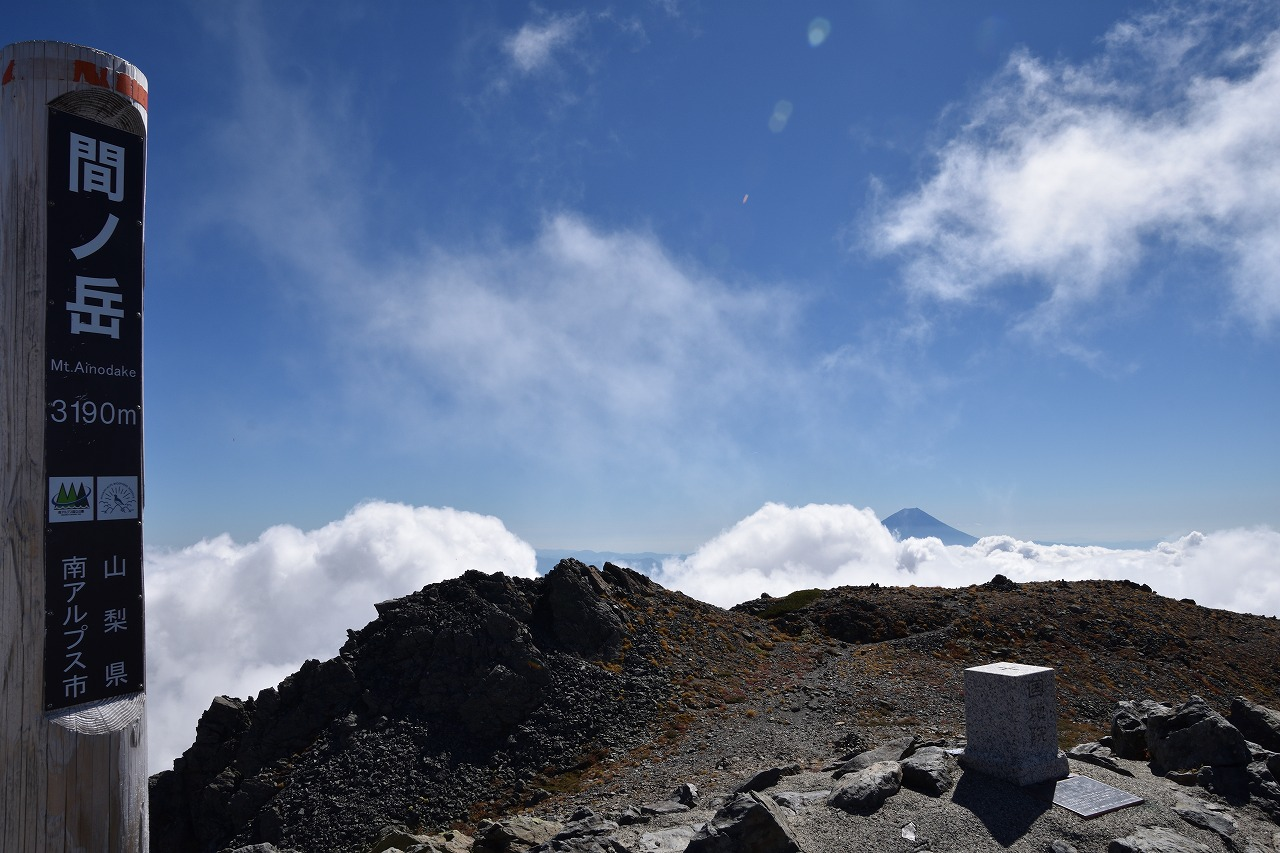
間ノ岳山頂標識
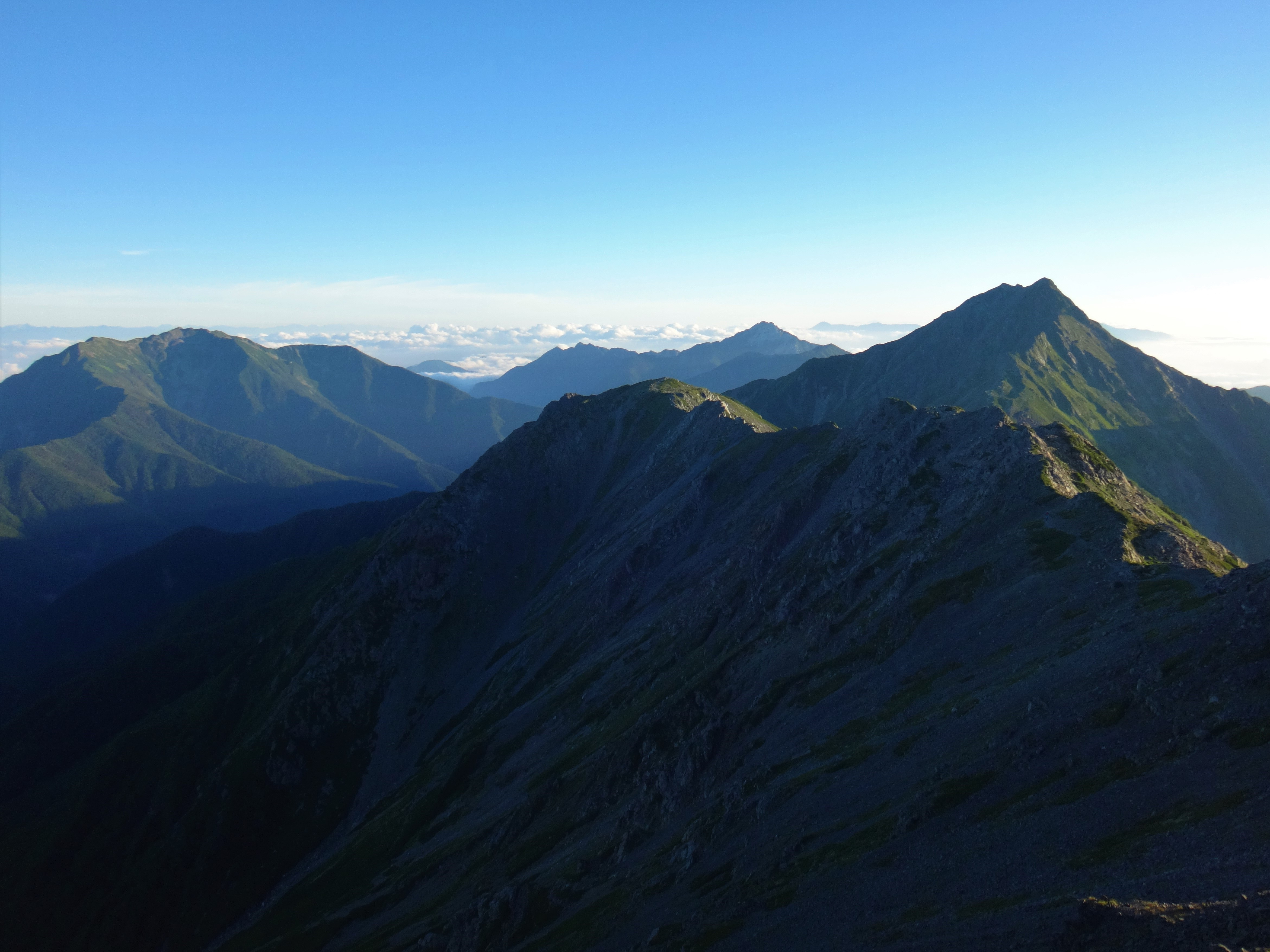
間ノ岳から仙丈ヶ岳、甲斐駒ヶ岳、北岳を望む
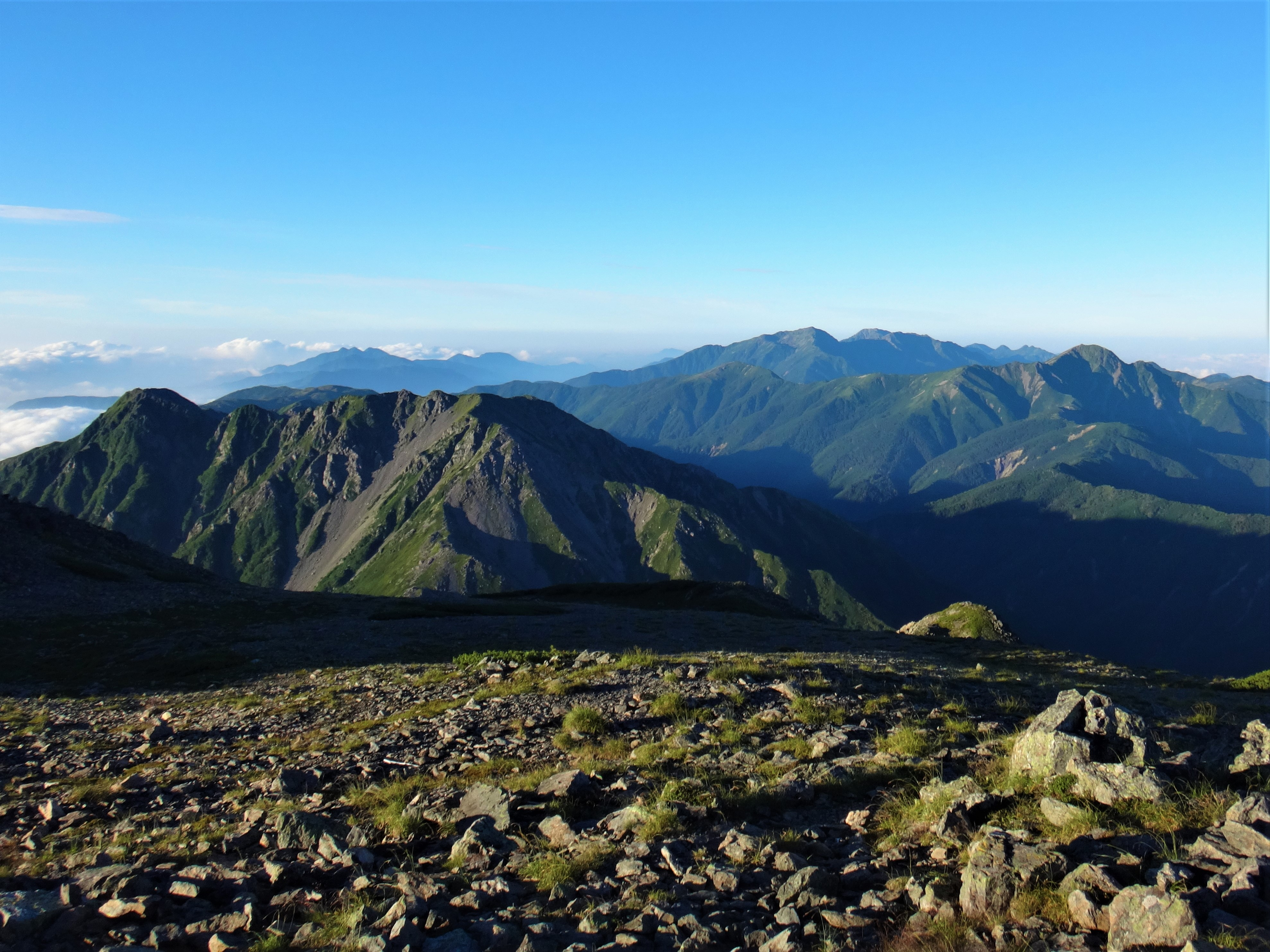
間ノ岳から農鳥岳、荒川三山、塩見岳を望む